# الحدود بين أندورا وفرنسا

الحدود بين أندورا وفرنسا وإسبانيا.

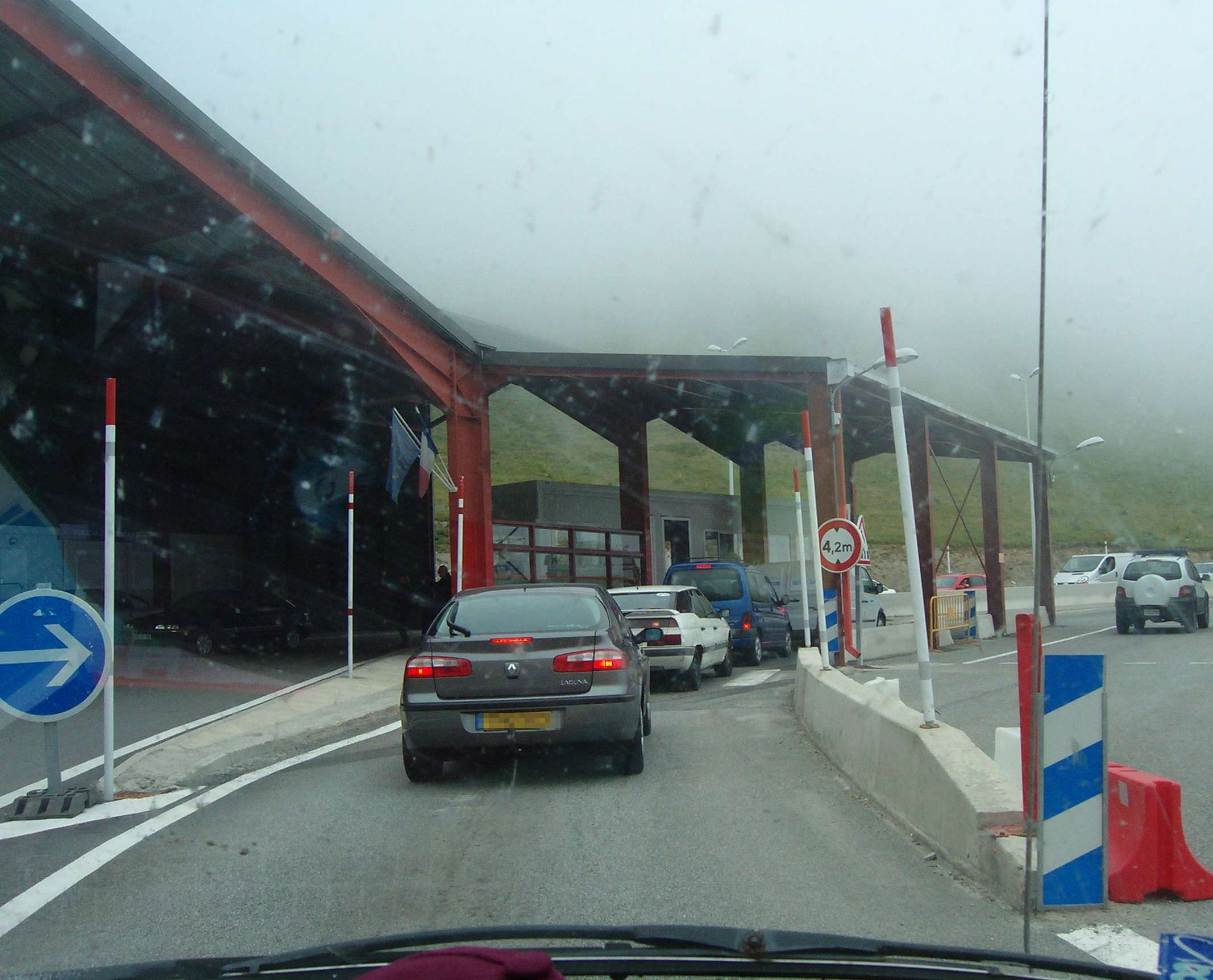
مركز حدودي بين فرنسا وأندورا.

تمتد الحدود بين أندورا وفرنسا 57 كيلومتر (35 ميل) في جنوب فرنسا (أقاليم أرييج والبرانيس الشرقية) وشمال وشمال شرق أندورا.
الحدود هي ثالث أقصر حدود لفرنسا، بعد حدودها مع موناكو وهولندا (الأخيرة في جزيرة سانت مارتن الكاريبية).

## ترسيم
يبدأ الطرف الغربي للحدود عند النقطة الثلاثية الغربية بين أندورا وإسبانيا وفرنسا، والموجودة في قمة بيك دي ميديكورب (42 ° 36'13 "N 1 ° 26'33" E). ثم تتبع اتجاهًا شماليًا شرقيًا عامًا قبل التبديل جنوبًا شرقًا إلى النقطة الثلاثية الشرقية 42(42°30'09"N 1°43'33" E).
يتم تحديد معظم الحدود الفرنسية الأندورية حسب العرف - لا توجد معاهدة دولية تحدد رسمياً مسار الحدود، باستثناء الحالات أدناه.
في عام 2001، قامت معاهدة ثنائية بين فرنسا وأندورا بتصحيح وتعديل الحدود بشكل طفيف. وقد نصت على تبادل قطعتين متساويتين من الأرض بمساحة 15.925 مترًا مربعًا لكل منهما، لتمكين أندورا من بناء جسر يربط نفق إنفاليرا بالممر الفرنسي RN22 على قطعة الأرض المخصصة لها.
في مايو 2015، تبنت المفوضية الأوروبية برنامج تعاون لتحسين حماية البيئة على طول حدود أندورا مع إسبانيا وفرنسا.

## ضوابط الحدود
هناك عمليات تفتيش كاملة وصارمة لجوازات السفر على الحدود، لأن أندورا ليست في منطقة شنغن ولا في الاتحاد الأوروبي. قبل عام 2017، كان معظم حاملي جوازات السفر الأوروبية يخضعون فقط للحد الأدنى من فحوصات جواز السفر المرئية عند الدخول إلى منطقة شنغن ومغادرتها، في أقل من 5 ثوانٍ. بعد عدة هجمات إرهابية في أوروبا، تم تعديل قانون حدود شنغن في عام 2017 ليطلب فحص جوازات سفر جميع المسافرين (بما في ذلك أولئك الذين يحق لهم حرية التنقل بين البلدين المعنيين) عند الدخول إلى منطقة شنغن ومغادرتها للتحقق من قواعد البيانات الجنائية المختلفة. يمكن أن تستغرق هذه العملية ما يصل إلى 30 ثانية لكل مسافر وقد أدت إلى تأخيرات طويلة على جميع الحدود بين دول شنغن والدول غير الأعضاء في شنغن، سواء في المطارات أو على حدود الطرق والسكك الحديدية.
نقطة الحدود الوحيدة بين البلدين هي شرق باس دي لا كاسا، على ارتفاع يقارب 2000 متر فوق مستوى سطح البحر. لا توجد نقطة عبور للسكك الحديدية، على الرغم من أن خدمة الحافلات تربط باس دي لا كاسا بمحطة القطار في بلدة الحدود الفرنسية هوسبيتالت بري لأندور.
طائرات الهليكوبتر قد تطير بين أندورا والمطارات غير الأندورية مع مرافق مراقبة الحدود الدولية. الرحلات الجوية الأكثر تكرارا تربط أندورا بمطارات برشلونة وتولوز.
تم توقيع اتفاقية في عام 2003 بين فرنسا وإسبانيا وأندورا بشأن التنقل والإقامة في أندورا لمواطني البلدان. وتنص على أنه يجب على الدول الثلاث تنسيق متطلبات التأشيرة الخاصة بهم (من الناحية العملية، أن تعتمد أندورا متطلبات تأشيرة شنغن التي تلتزم بها كل من فرنسا وإسبانيا) وأن أندورا تقبل الدخول فقط لأولئك الذين لديهم حق دخول إسبانيا أو فرنسا. يمكن للمسافرين الذين يحتاجون إلى تأشيرة شنغن دخول أندورا باستخدام هذه التأشيرة، ولكن يجب أن تكون تأشيرة دخول متعدد، حيث أن دخول أندورا يستلزم مغادرة منطقة شنغن.

## البلديات الفرنسية وأبرشيات أندورا على طول الحدود
من الغرب إلى الشرق:
الجانب الفرنسي - 9 مدن: سبع في أريج: أوزات، ليركول، سيغير، جيستيس، أستون، ميرين-لي-فالس وهوسبيتالت-بري-لاندور. إثنتان في بيرينيه أورينتالس: بورتي-بويمورينز وبورتا.
الجانب الأندوري - 4 أبرشيات: لا ماسانا وأوردينو وكانيلو وإنكامب.